# Foca de Ross
La foca de Ross (Ommatophoca rossii) és una foca que viu exclusivament a les banquises de l'Antàrtida. És l'única espècie del gènere Ommatophoca. Aquesta espècie descrita originalment per l'Expedició Nimrod de James Clark Ross el 1841 és el pinnípede antàrtic més petit, rar i desconegut. Els seus caràcters distintius inclouen ulls molt grans i vocalitzacions complexes que recorden a les sirenes.

## Taxonomia i evolució
La foca de Ross comparteix un avantpassat comú recent amb altres tres foques antàrtiques existents, que es coneixen juntes com a foques lobodontines. Les altres espècies són la foca menjacrancs (Lobodon carcinophaga), la foca lleopard (Hydrurga leptonyx) i la foca de Weddell (Leptonychotes weddelli). Aquestes espècies, que pertanyen col·lectivament a la tribu de foques Lobodontini, comparteixen adaptacions de dents, com ara lòbuls i cúspides útils per extreure preses més petites de la columna d'aigua. L'ancestre de les Lobodontini probablement va divergir del seu clade germà, Mirounga (elefants marins) a finals del Miocè fins inicis del Pliocè, quan van migrar cap al sud i es van diversificar ràpidament en un relatiu aïllament al voltant de l'Antàrtida. Tanmateix, els únics fòssils de foques de Ross coneguts fins ara daten de molt més tard, durant el Plistocè primerenc de Nova Zelanda.

## Descripció
Les foques Ross aconsegueixen una longitud d'uns 1,68–2,09 m i un pes de 129–216 kg. Les femelles són lleugerament més grans amb 1,96–2,5 m. S'ha establert una tècnica basada en genètica molecular per confirmar el sexe dels individus al laboratori. Els cadells fan aproximadament 1 m i pesen 16 kg en néixer. El pelatge és de color marró fosc a la zona dorsal i blanc platejat per sota. A l'inici de l'hivern antàrtic, el pelatge s'esvaeix gradualment fins a tornar-se marró clar. A poca distància, la foca Ross es pot identificar fàcilment pels seus grans ulls, que fan fins a 7 cm de diàmetre.
Aquestes foques són capaces de produir una varietat de sons complexos tipus sirenes que s'executen sobre el gel i sota l'aigua, on es trasllades a llargues distàncies. El so de la sirena submarina pot estar compost per dos tons superposats no relacionats harmònicament que s'impulsen amb el mateix ritme. De manera única, les vocalitzacions, siguin en gel o en aigua, es fan amb la boca tancada, sense emetre aire. El propòsit d'aquests sons és desconegut, encara que la seva naturalesa distintiva i el seu llarg abast és probable que facilitin la trobada o l'evitació d'individus.

## Alimentació i reproducció
S'alimenten principalment de calamars i peixos, principalment de peix platejat antàrtic, a la zona pelàgica. Se suposa que les foques Ross són depredades per orques (Orcinus orca) i foques lleopard, grans depredadors que comparteixen el seu hàbitat antàrtic, tot i que no hi ha observacions documentades de depredació.
Les femelles donen a llum les seves cries al gel al novembre. Els cadells són alletats durant només quatre setmanes abans del deslletament. Es creu que l'aparellament es produeix sota l'aigua poc després que el cadell es deslleti, però mai s'ha observat. Les foques de Ross maduren sexualment al voltant dels tres anys, i es creu que viuen uns 20 anys en estat salvatge.